# Lingue più antiche per prima attestazione scritta
Questa voce ha lo scopo di stilare la lista delle lingue più antiche per prima attestazione scritta.
È la prima attestazione scritta a definire generalmente l'età di una lingua. Sono estremamente poche le lingue di cui sia giunta prova di un'attestazione scritta antecedente al I millennio a.C. Di queste, una sola, l' arabo e la più antica conosciuta, è tuttora parlata, benché nella sua variante moderna. La lingua egizia sopravvive nella variante della lingua copta, sua erede diretta, all'interno della liturgia della Chiesa ortodossa copta.
Mentre il greco moderno è considerato erede diretto del greco antico, lo stesso non si può dire del latino e delle lingue neolatine sue eredi, considerate lingue a sé stanti.
Il tamil è invece considerata l'ultima lingua classica ad essersi conservata pressoché invariata sin dai tempi della sua prima attestazione: per questo è spesso definita la lingua più antica del mondo.

## Terzo e secondo millennio a.C.
| Data         | Lingua        | Attestazione                                                                                                  | Note |
| ------------ | ------------- | --- | --- |
| c. 2900 a.C. | sumero        | periodo Gemdet Nasr                                                                                           | scrittura cuneiforme; periodo pre-letterario a partire dal 3500 a.C. (tavoletta di Kish)                                                   |
| c. 2700 a.C. | egizio        | geroglifici egizi nella tomba di Peribsen (II dinastia), Umm el-Qa'ab                                         | iscrizioni proto-geroglifiche del 3300 a.C. (periodo di Naqada III; Abido, tavoletta di Narmer)                                            |
| c. 2400 a.C. | accadico      | una dozzina di testi pre-sargonici da Mari e altri siti nella Babilonia settentrionale                        | alcuni nomi propri documentati nel testo sumero di Tell Harmal del 2800 a.C. circa; frammenti del Mito di Etana a Tell Harmal c. 2600 a.C. |
| c. 2400 a.C. | eblaita       | archivi reali di Ebla                                                                                         | |
| c. 2300 a.C. | elamico       | trattati di pace della dinastia Awan con Naram-Sin                                                            | |
| c. 2100 a.C. | hurrita       | iscrizioni del Tempio di Tish-atal a Urkesh                                                                   | |
| c. 1650 a.C. | ittita        | vari testi cuneiformi e cronache di palazzo scritti durante il regno di Hattušili I, dagli archivi di Ḫattuša | |
| c. 1500 a.C. | cananeo       | alfabeto proto-sinaitico                                                                                      | |
| c. 1400 a.C. | luvio         | iscrizioni monumentali in luvio geroglifico, tavolette cuneiformi negli archivi di Ḫattuša                    | alcuni geroglifici isolati appaiono su marchi e monete del XVIII secolo a.C.                                                               |
| c. 1400 a.C. | miceneo       | tavolette in lineare B dall'archivio di Cnosso                                                                | |
| c. 1300 a.C. | ugaritico     | tavolette da Ugarit                                                                                           | alfabeto ugaritico |
| c. 1200 a.C. | cinese antico | ossa oracolari ed iscrizioni su bronzo dal regno di Wu Ding                                                   | |

## Primo millennio a.C.
| Data              | Lingua                | Attestazione                                                                                       | Note |
| ----------------- | --------------------- | -------------------------------------------------------------------------------------------------- | ---- |
| c. 1000 a.C.      | fenicio               | epitaffio di Ahiram                                                                                |      |
| c. X secolo a.C.  | ebraico               | calendario di Gezer                                                                                |      |
| c. X secolo a.C.  | aramaico              | |      |
| c. 850 a.C.       | ammonita              | iscrizioni di Amman                                                                                |      |
| c. 840 a.C.       | moabita               | stele di Mesha                                                                                     |      |
| c. 800 a.C.       | frigio                | |      |
| c. 800 a.C.       | greco antico          | coppa di Nestore                                                                                   |      |
| c. 700 a.C.       | etrusco               | vasi rinvenuti a Tarquinia                                                                         |      |
| c. 650 a.C.       | latino                | iscrizioni sulla fibula prenestina rinvenuta a Palestrina                                          |      |
| c. 600 a.C.       | umbro                 | |      |
| c. 600 a.C.       | piceno settentrionale | |      |
| c. 600 a.C.       | tartessico            | |      |
| c. 600 a.C.       | lidio                 | |      |
| c. 600 a.C.       | cario                 | |      |
| c. VI secolo a.C. | lepontico             | |      |
| c. VI secolo a.C. | tracico               | |      |
| c. VI secolo a.C. | venetico              | |      |
| c. VI secolo a.C. | retico                | |      |
| c. V secolo a.C.  | elimo                 | |      |
| c. V secolo a.C.  | siculo                | |      |
| c. 500 a.C.       | lemnio                | |      |
| c. 500 a.C.       | persiano antico       | iscrizioni di Bisotun                                                                              |      |
| c. 500 a.C.       | piceno                | |      |
| c. 500 a.C.       | messapico             | |      |
| c. 500 a.C.       | gallico               | |      |
| c. 400 a.C.       | osco                  | |      |
| c. 400 a.C.       | iberico               | |      |
| c. 400 a.C.       | camuno                | |      |
| c. 300 a.C.       | meroitico             | |      |
| c. 300 a.C.       | falisco               | |      |
| c. 275 a.C.       | volsco                | |      |
| c. 260 a.C.       | medio indoario        | editti di Aśoka (iscrizioni su ceramica da Anurādhapura sono state però datate al 400 a.C. circa.) |      |
| c. 200 a.C.       | tamil                 | iscrizioni su cave e cocci nel tamil nadu                                                          |      |
| c. 200 a.C.       | galato                | |      |
| c. 130–170 a.C.   | partico               | |      |
| c. 100 a.C.       | celtiberico           | |      |